# St. Antonius d. Einsiedler u. St. Placidus (Dipperz)
| St. Antonius d. Einsiedler u. St. Placidus in Dipperz |                                              |
|                                                       |                                              |
| Turm, Frontportal mit Apsis und Glockenturm           |                                              |
| Ort                                                   | Dipperz                                      |
| Konfession                                            | römisch-katholisch                           |
| Diözese                                               | Fulda                                        |
| Patrozinium                                           | St. Antonius der Einsiedler und St. Placidus |
| Baujahr                                               | 1896                                         |
| Bautyp                                                | Saalkirche                                   |
| Funktion                                              | Filialkirche                                 |

Die katholische Filialkirche St. Antonius d. Einsiedler u. St. Placidus ist ein denkmalgeschütztes Kirchengebäude in Dipperz, einer Gemeinde im Landkreis Fulda (Hessen). Sie ist Filiale der Pfarrei Heilige Schutzengel Vorderrhön im Dekanat Rhön des Bistums Fulda.
Das Kirchengebäude steht zwischen der Wilhelm-Ney-Straße 4 und der Fuldaer Straße.

## Geschichte

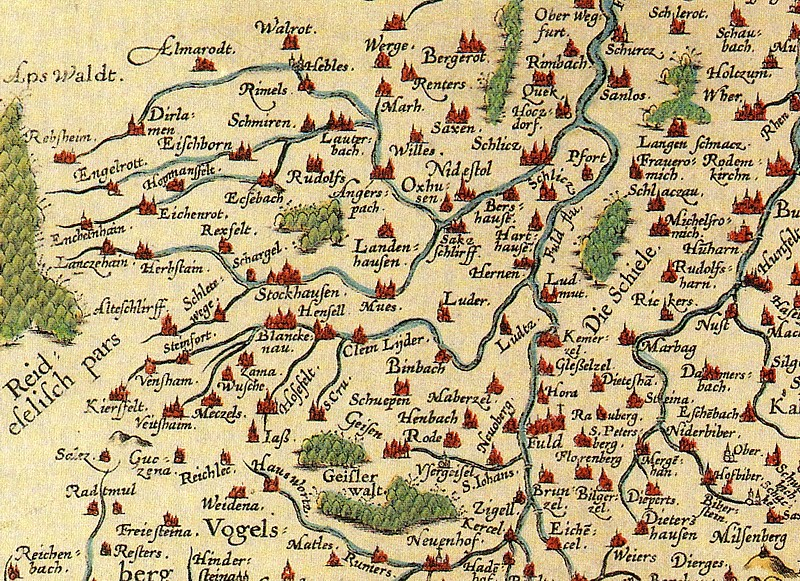
Lage von Dipperz ("Dieperts") auf einer Karte des Hochstifts Fulda von 1574

Die Ersterwähnung von Dipperz erfolgte 1261. Im Mittelalter gab es in dem Ort eine Kapelle, 1512 ist ein Taufstein belegt.  Dipperz wurde 1510 und 1594 als kirchlich zur Pfarrei Margretenhaun gehörig erwähnt. 1574 erscheint Dipperz (Dieperts) auf einer Landkarte des Hochstifts Fulda.
1674 wird als Patrozinium der heilige Antonius der Eremit genannt. 1812 ist bereits eine Kirche vorhanden, die bei dem Dorfbrand von 1892 niederbrannte. Dipperz wurde 1841 eine eigenständige Pfarrei.

## Die Kirche
Das historisierende Backsteingebäude wurde von 1895 bis 1896 errichtet und unter Bischof Georg Ignaz Komp konsekriert. Der aus Paderborn stammende Architekt und Diözesanbaumeister des Bistums Paderborn Arnold Güldenpfennig hat mit dem Gotteshaus für das Fuldaer Land eine hier eher seltene "norddeutsche Handschrift" hinterlassen. Er war auch Planer des Bonifatiusklosters in Hünfeld und der Herz-Jesu-Kapelle auf dem Schulzenberg bei Haimbach.
Die zwei Plastiken über den Portalen schuf der Bildhauer Johannes Kirsch aus Petersberg. Der mit Reliefschmuck versehene Taufstein stammt von 1512.
Im Garten des Pfarrhauses in der Wilhelm-Ney-Straße steht ein romanisches Taufbecken mit Rundbogenfries.

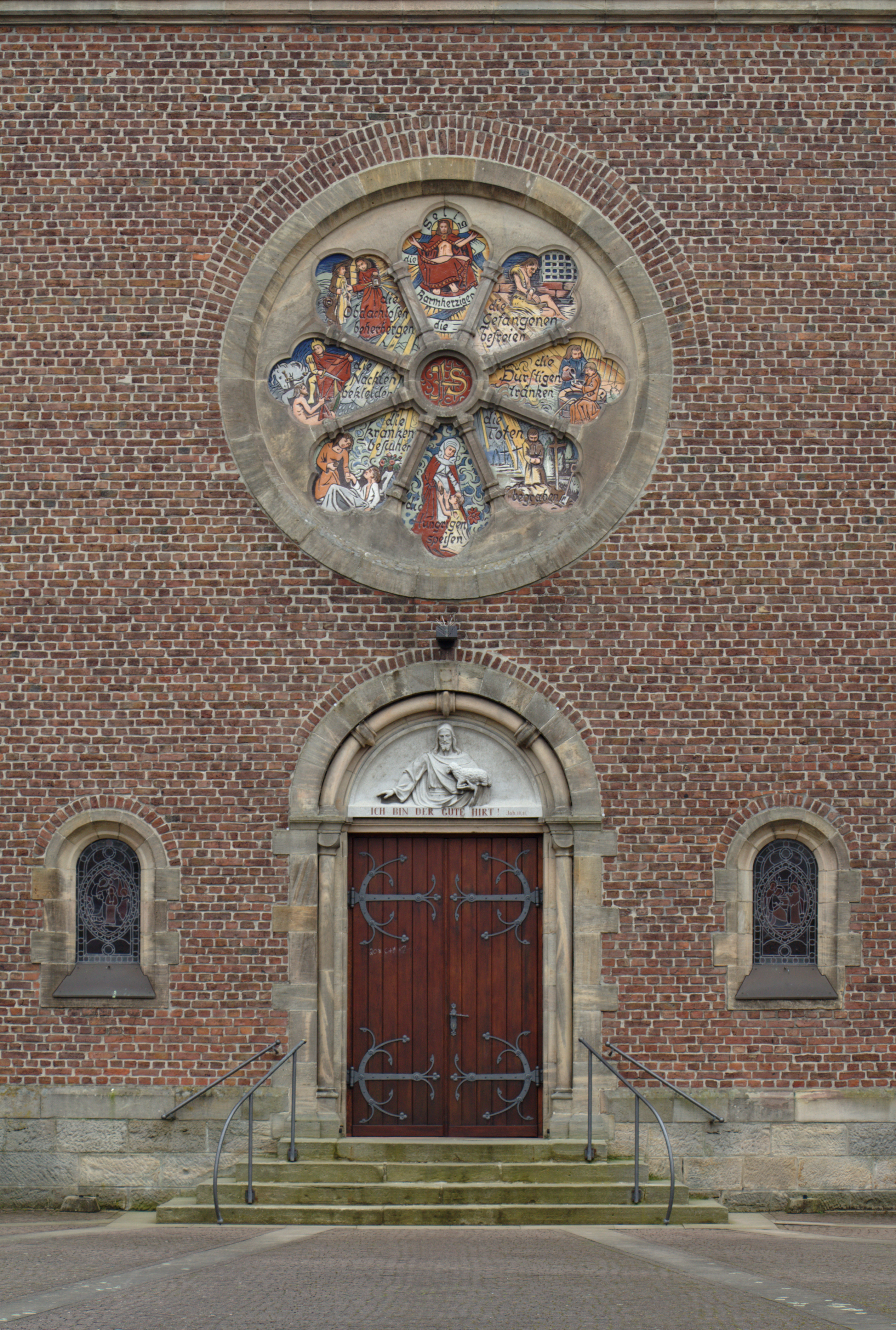
Eingangsportal "Ich bin der gute Hirt" (Joh 10,11 EU)
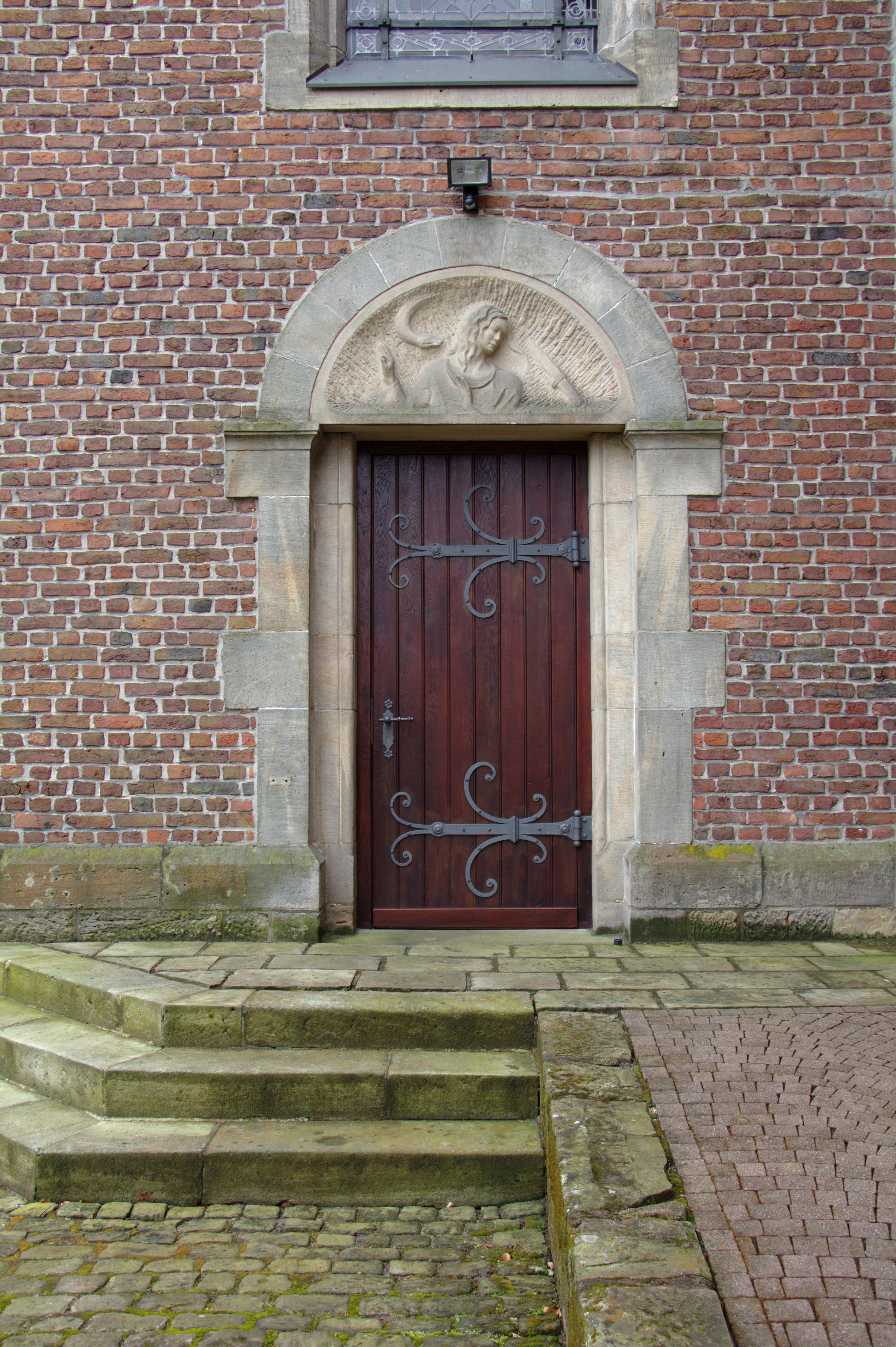
Seitenportal  links "Heilige Maria Goretti"

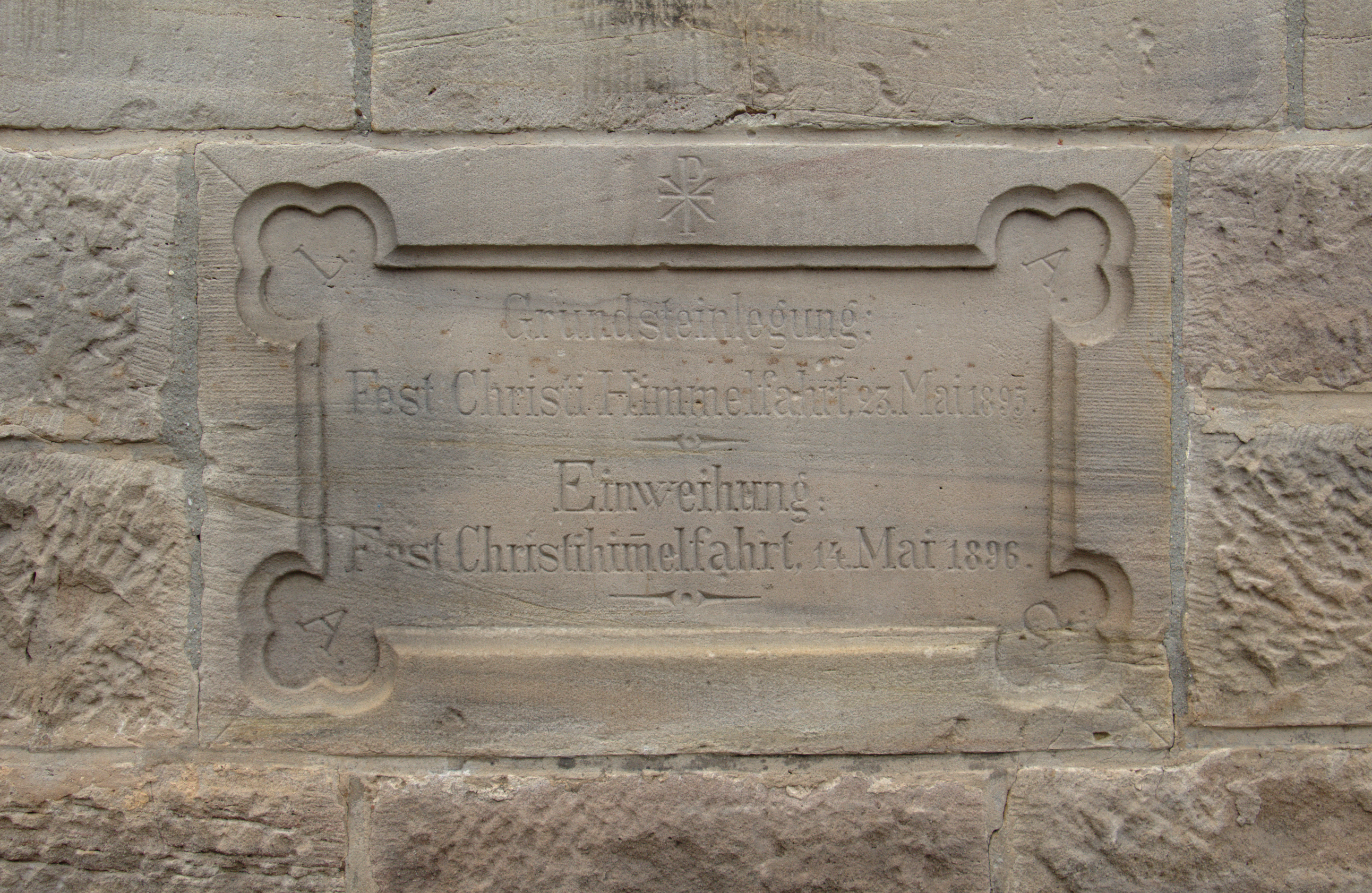
Der Grundstein
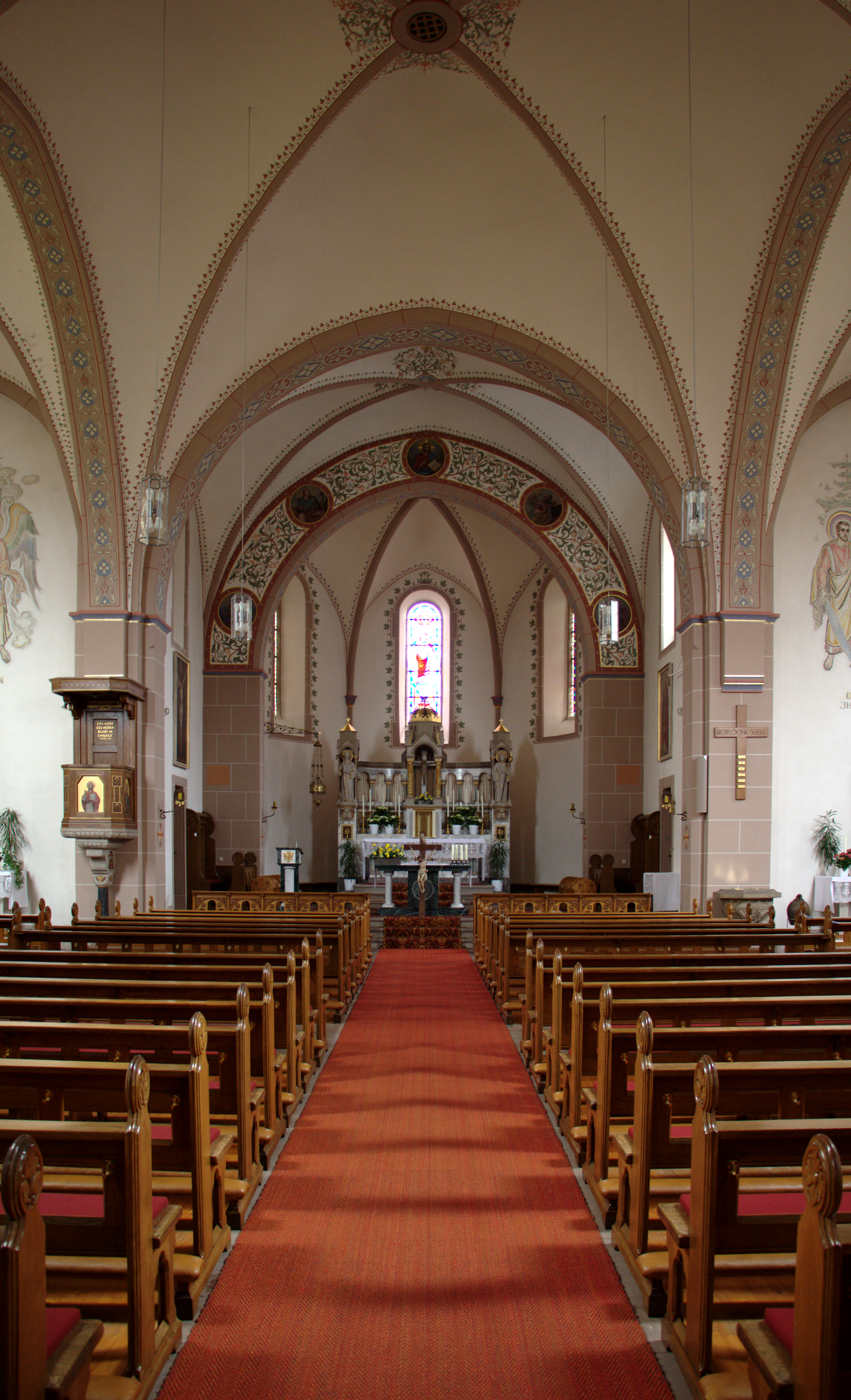
Innenansicht zum Altar
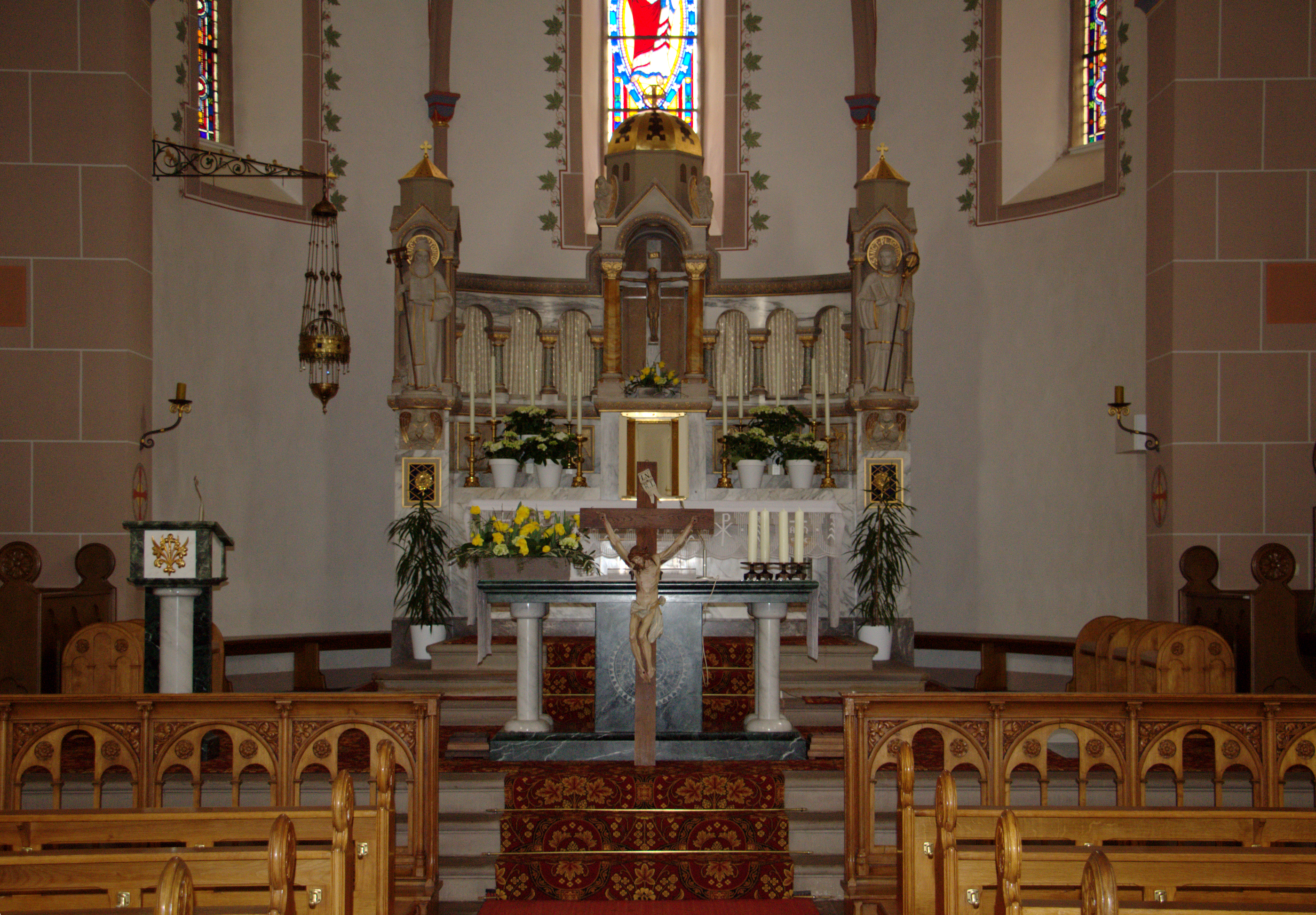
Der Chor mit Altar
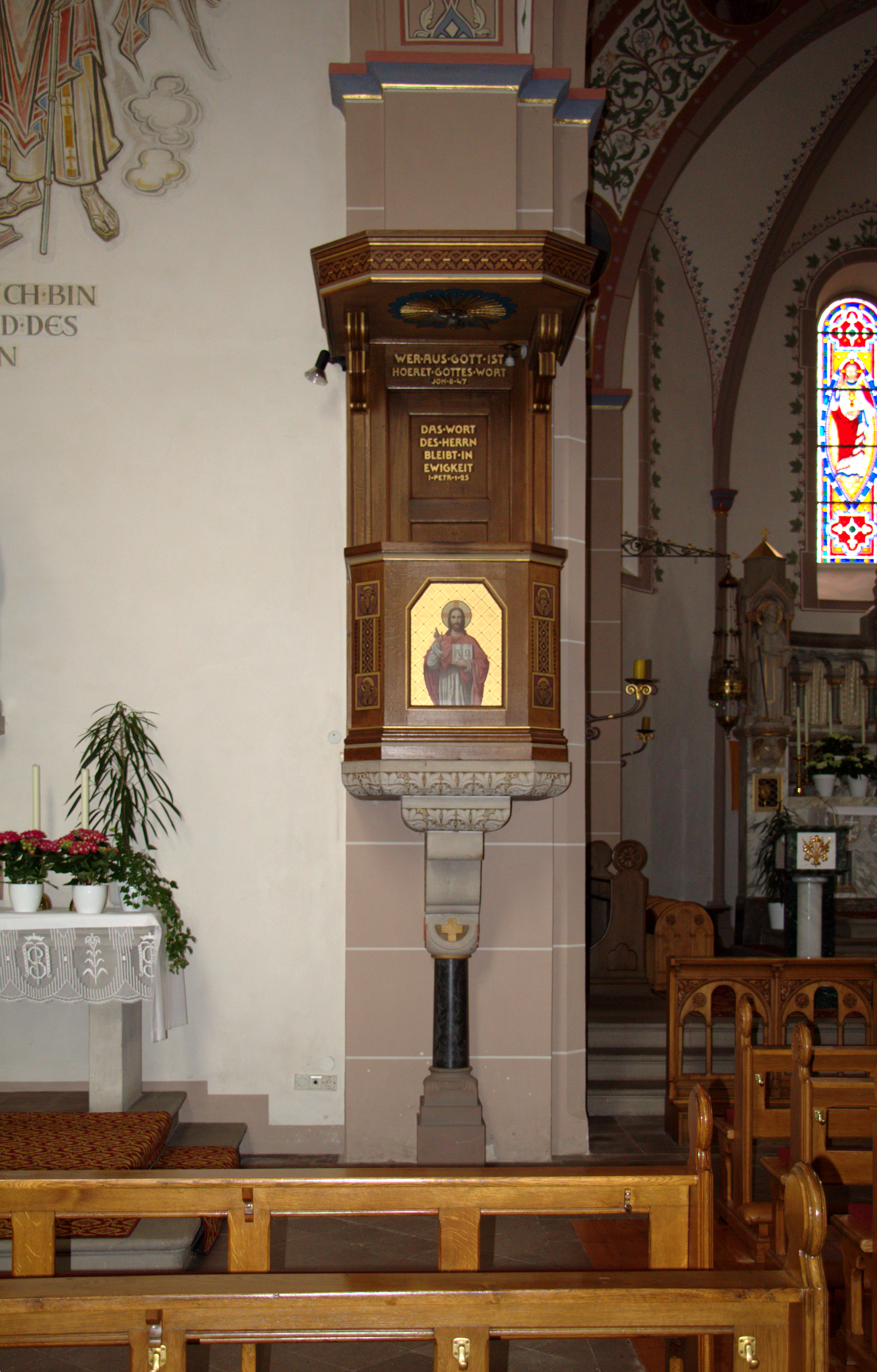
Die Kanzel
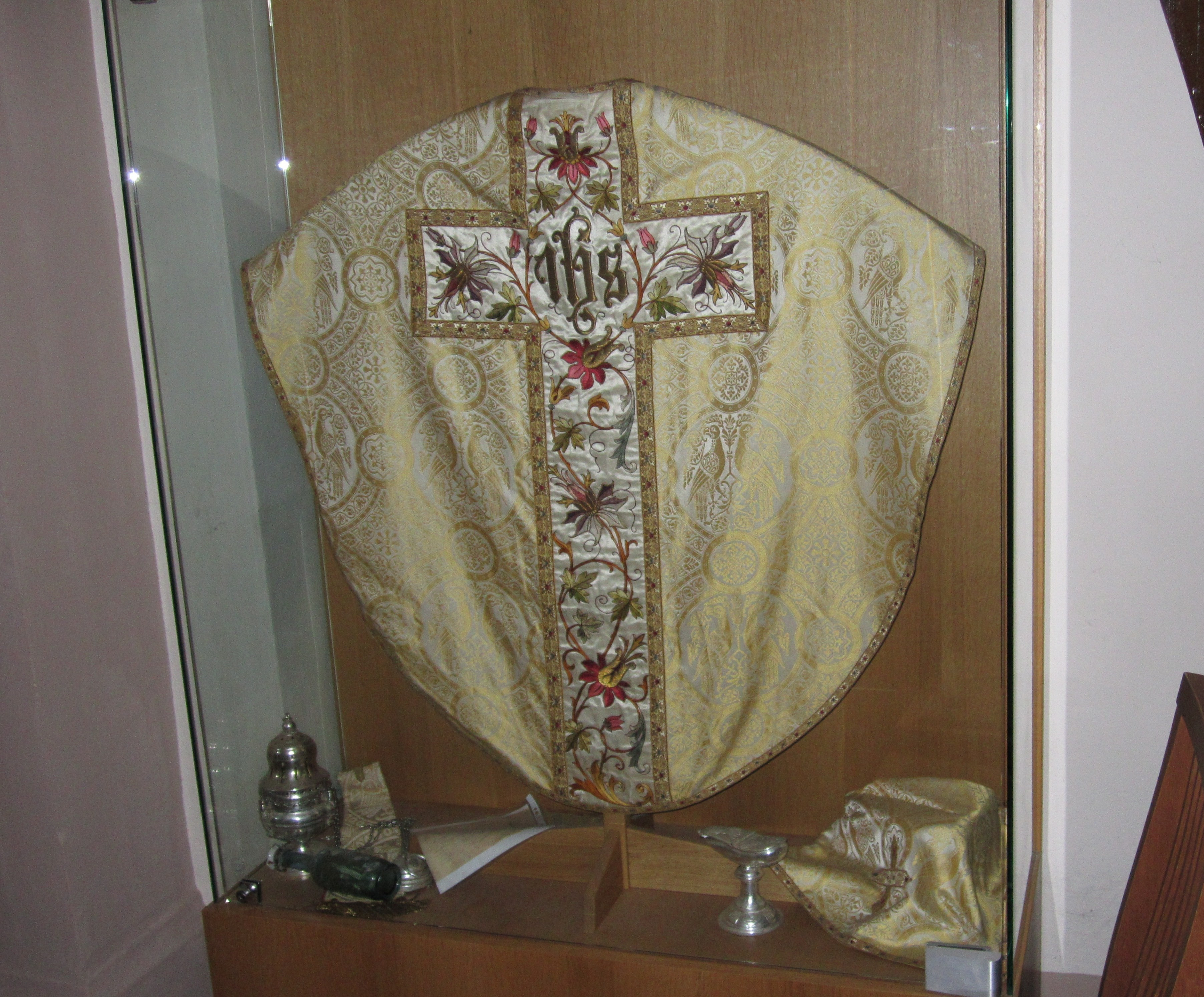
Liturgische Kasel aus dem 17. Jahrhundert
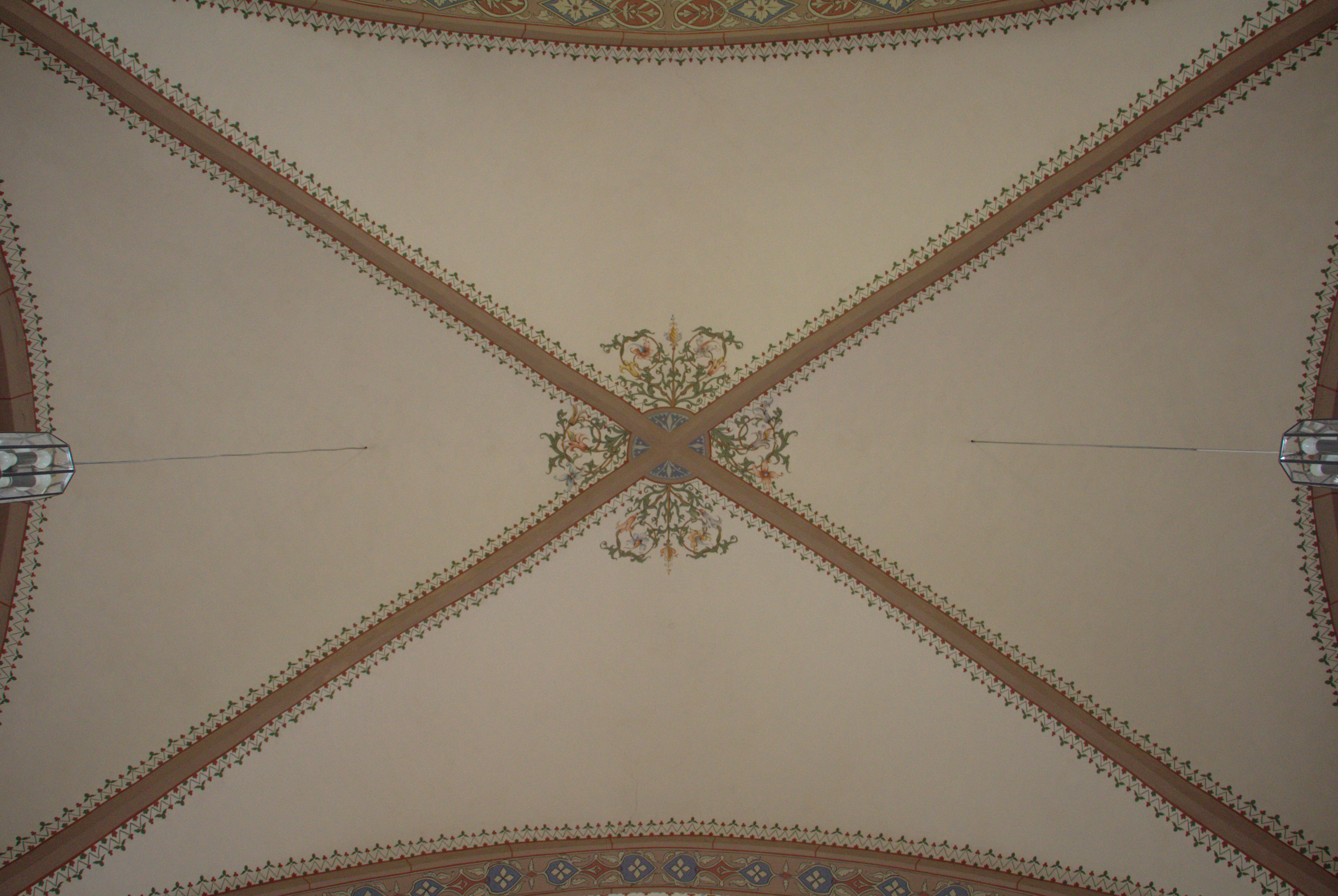
Deckengewölbe
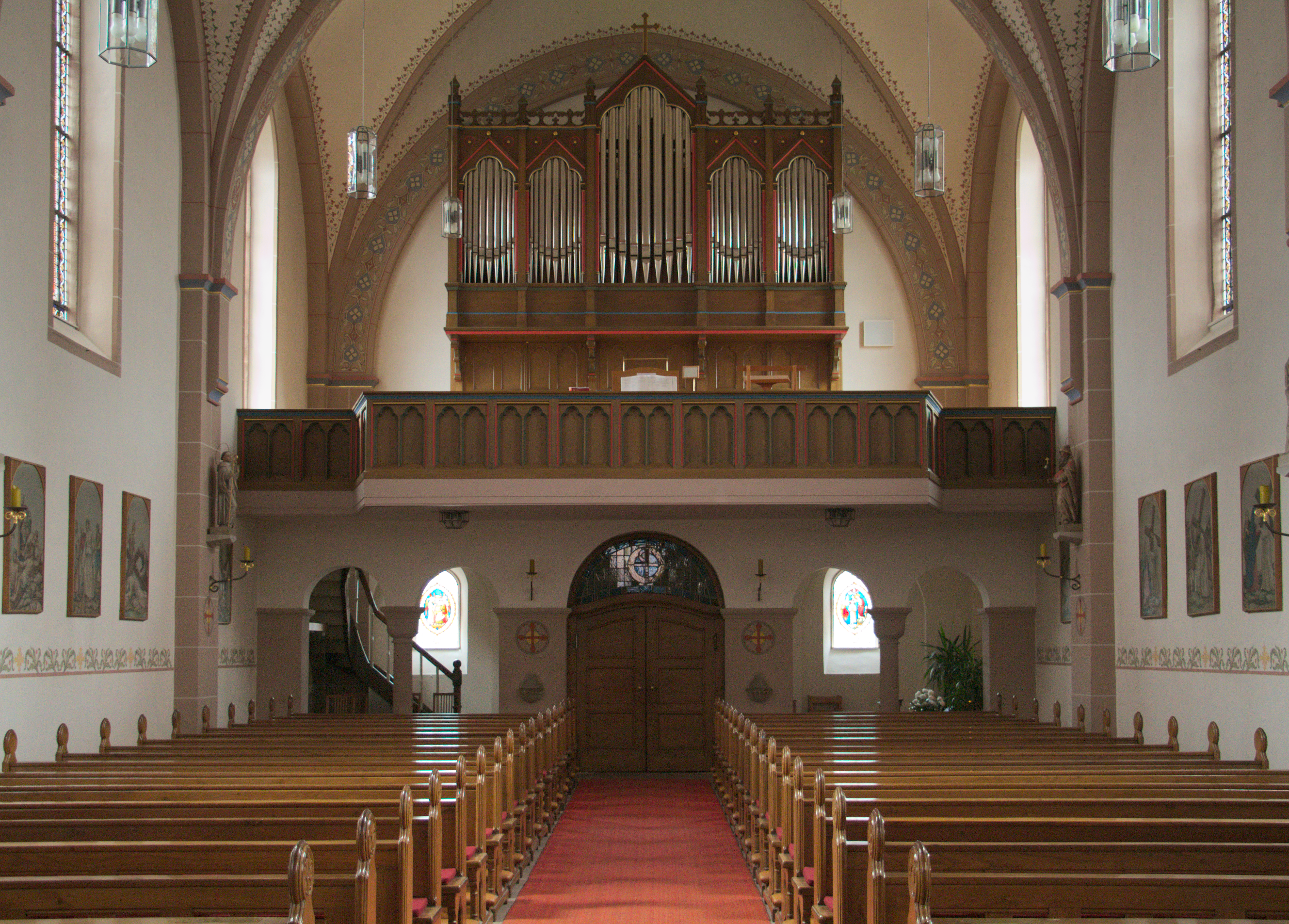
Blick zur Orgel
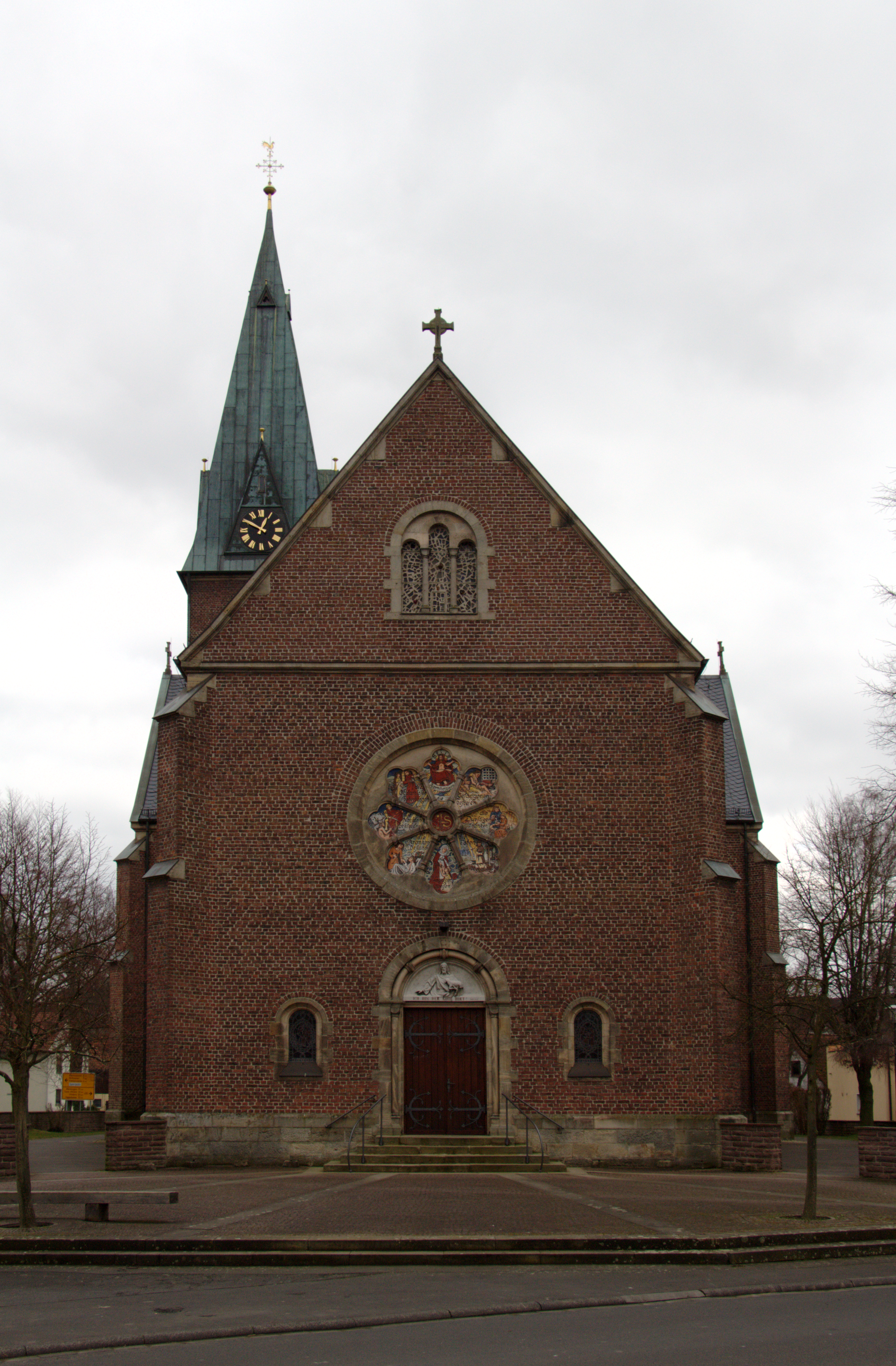
Giebel mit Eingangsportal

## Pastoralverbund
Die Pfarrgemeinde St. Antonius der Einsiedler bildet mit sechs weiteren katholischen Kirchengemeinden den Pastoralverbund "St. Margareta Vorderrhön" im Dekanat Rhön des Bistums Fulda:
- St. Antonius der Einsiedler und St. Placidus in Dipperz,
- St. Georg in Hofbieber
- St. Laurentius in Kleinsassen
- St. Margareta in Margretenhaun
- St. Maria v. Berge Karmel in Schwarzbach (Hofbieber)
- Pfarrkuratie St. Anna in Friesenhausen
- Pfarrkuratie St. Vitus und St. Anna in Elters